# 4=6

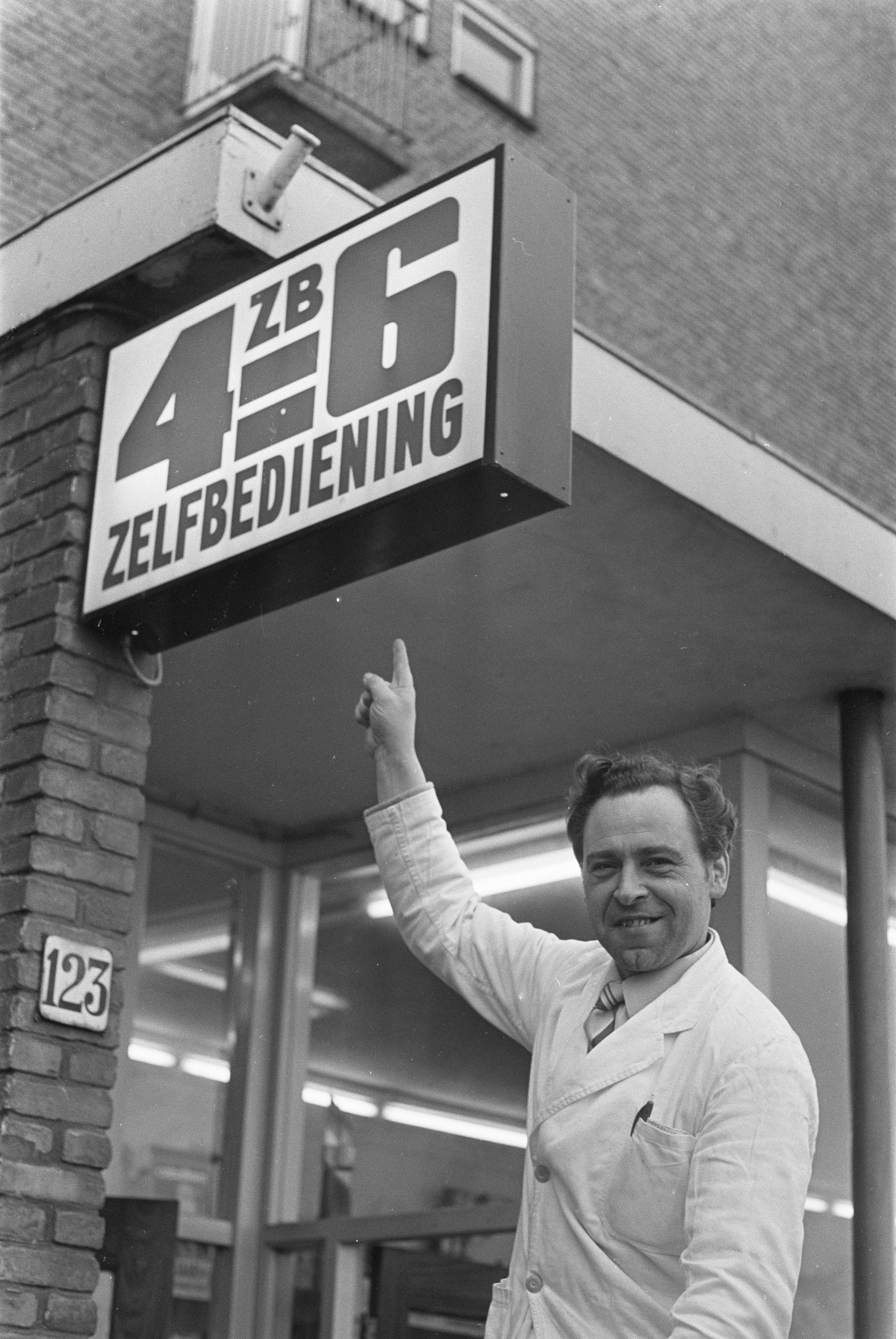

De 4=6 was een Nederlandse supermarktketen van de Sperwer Groep. Het was de opvolger van Sperwer, zoals de winkels tot in de jaren 60 genaamd waren. In 1987 werden de meeste vestigingen van de 4=6 hernoemd tot Plusmarkt, sinds 2001 PLUS.
De naam van de winkelketen, het waren wel zelfstandige ondernemers, was afkomstig van een "gewaarborgd" spaarsysteem van koopzegels in de winkels waarbij men, bij elke gulden van het bestede bedrag, voor 4 cent zegels kon kopen en deze in een spaarboekje kon plakken. Bij 100 zegels was het boekje vol en kreeg men bij inlevering ƒ 6,- contant terug, terwijl men voor de zegels ƒ 4,- had betaald. Hierdoor had men een winst van 50%.